# Polanco (España)
Polanco es un municipio de España perteneciente a Cantabria, situado en la costa occidental de dicha comunidad. Limita al norte con el municipio de Miengo, al oeste con Santillana del Mar y Suances, al sur con Torrelavega y al este con Piélagos. En este municipio nació el célebre escritor cántabro José María de Pereda en 1833. Polanco está ubicado en la comarca del Besaya. De este municipio también cabe destacar el puerto de Requejada, infraestructura vital para las industrias de Torrelavega (Sniace y Solvay).

## Símbolos
El ayuntamiento posee escudo heráldico municipal aprobado por Decreto en 1968. Este tiene forma ibérica o española: cuadrilongo con el borde inferior redondeado en la punta, y su descripción es la siguiente: De azur, en punta ondas de azur y plata surmontadas de una manzana, de oro, acompañada de dos hitos de plata, mazonados de sable. Al timbre, corona real cerrada.

## Geografía
Polanco se encuentra en una llanura, en la margen derecha del río Saja, que lo limita por el Oeste. 
Polanco a su vez es la capital del municipio, en la cual residen 1130 habitantes (INE 2024), distribuidos en los barrios de Cuesta Quintana, La Iglesia, Hondal, La Cochera, Cumbrales, Menocal, Piñal, Pozo, La Llosa y El Riego. Polanco está a 24 kilómetros de distancia de Santander.
Polanco linda al norte con el municipio de Miengo, al oeste con Santillana del Mar y Suances, al sur con Torrelavega y al este con Piélagos.

### Naturaleza
Este municipio es zona de pradería, con el río Saja que lo recorre por su parte occidental, formando ya la ría de San Martín de la Arena o de Suances. El clima es atlántico. La ría, antaño, fue una fuente de subsistencia a través de la pesca. También su ribera fue lugar de esparcimiento vecinal. En los años 40, en la época estival, se hacía un baile dominical al aire libre, "El Miramar". El suelo es rico en cloruro sódico, lo que ha determinado su explotación por la empresa Solvay.
Otro de sus recursos naturales destacados es el Pozo Tremeo, laguna natural ubicada en Rumoroso, y de interés geomorfológico debido a la rareza de este tipo de lagunas naturales en Cantabria. Aporta una fauna y flora singular y que debido a su paraje y oscuras aguas ha estado dotado de cierto misterio. Los vecinos lo usaban antiguamente como predictor del tiempo. Su profundidad siempre fue un misterio sobre el que se vertían diversas estimaciones, como el ser considerado un "ojo de mar". Fue medida, por vez primera, por varios miembros de la Asociación Sociocultural Polanco. Posteriormente en el 2002, el Ayuntamiento a través de una subvención de la Fundación Botín y con un equipo dirigido por el naturalista Jesús García Díaz, fue rehabilitado y se hizo un estudio de todo el entorno.

## Historia
El territorio municipal estuvo habitado desde la prehistoria, como acreditan los vestigios hallados con motivo de las obras de la Autovía Santander-Torrelavega (yacimiento de El Hondal). En efecto, al realizar los trabajos de esta carretera, que atraviesa el municipio por su zona occidental, se encontraron restos en las terrazas del río Saja. Se hizo una excavación de urgencia, recuperándose materiales líticos, si bien el yacimiento quedó prácticamente destruido al ejecutarse la obra.
En tiempo de los cántabros se supone que en esta zona estuvo la gentilidad de los blendios. En tiempos de los romanos, por aquí pasaba la vía Agripa, que desde Portus Amanum iba hasta Portus Vereasueca. La calzada romana penetraba en el municipio por el norte y salía por el sur en dirección a lo que hoy es Barreda (Torrelavega), donde giraba en dirección a Portus Blendium, puerto de exportación de minerales explotados en la zona del Besaya. Dicha vía fue utilizada en la Edad Media por los peregrinos que iban a Santiago de Compostela por el Camino del Norte o de la Costa. Esa ruta seguirá el Camino de Santiago en Cantabria o Camino del Norte, que se ha propuesto como parte de un Sendero de Gran Recorrido Europeo, como el GRE-9, que pretende unir San Petersburgo (Rusia) con Finisterre (en Galicia, España), siguiendo toda la costa del Océano Atlántico.
La primera mención de Polanco aparece en el año 1026, en documentos que evidencian su dependencia de la abadía de Santillana del Mar. Sin embargo, pasó a poder señorial del marqués de Santillana, formando parte de la llamada «Honor de Miengo». Quedó en esta familia, consignándose en el informe de Floridablanca (1785) que aún existía tal dependencia señorial, ya que el Duque del Infantado era quien nombraba el alcalde. Durante los siglos XVII y XVIII, cobró importancia el puerto de Requejada, pues por ahí se exportaba el trigo de Castilla y se importaba hierro.
Con la llegada de los primeros ayuntamientos constitucionales, durante el trienio liberal, Polanco conformó un Ayuntamiento, dependiente del partido judicial de Torrelavega, si bien la posterior involución absolutista del rey Fernando VII hizo que, como ocurrió en toda España, los ayuntamientos no funcionaran efectivamente hasta los años 1830.
La instalación en la cercana Barreda de la empresa de Solvay, a comienzos del siglo XX, revitalizó este municipio de Polanco, en el cual la empresa realiza diversas explotaciones de sus recursos naturales.

## Demografía
Polanco cuenta con una población de 6231 habitantes (INE 2024).
| Gráfica de evolución demográfica de Polanco entre 1842 y 2021                                                       |
| |
| Población de derecho según los censos de población del INE Población de hecho según los censos de población del INE |

### Localidades

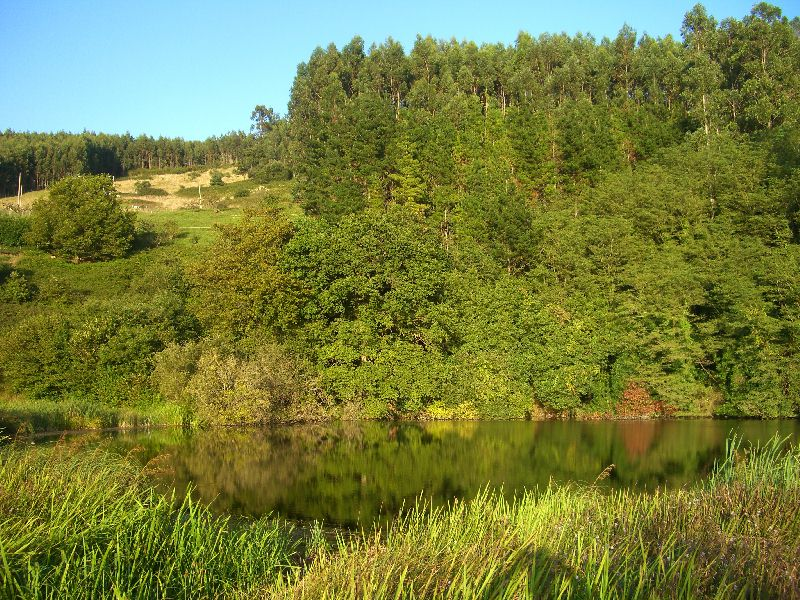
Pozo Tremeo en Rumoroso

- Barrio Obrero, 98 hab. Situado al oeste del municipio de Polanco.
- Mar. Situado al norte del municipio de Polanco, residen 617 habitantes. Este núcleo de población está formado por los barrios de Rolisas, Mar, Campón, Ventorro, Mies del Valle y La Cantera
- Polanco (capital). Situado en el interior del territorio, ostenta la capitalidad del municipio. En él residen 1006 habitantes. Este núcleo de población está formado por los barrios de Cuesta Quintana, La Iglesia, Hondal, La Cochera, Cumbrales, Menocal, Piñal, Pozo, La Llosa y El Riego.
- Posadillo. Situado al sureste del municipio de Polanco, en él residen 324 habitantes. Este núcleo de población está formado por los barrios de La Hilera, El Molino, Palacio y San Roque.
- Requejada. Situado al noroeste del municipio de Polanco, en él residen 1824 habitantes. Este núcleo de población está formado por los barrios de San José, Casucas, La Fuente, Alcantarillas Altas, Alegría, las Viñas, Estación, La Gerra y Carretera General.
- Rinconeda. Situado al oeste del municipio de Polanco, residen 1201 habitantes. Este núcleo de población está formado por los barrios de Quintana, Rinconeda, El Cueto, Sebrán, La Ermita, Cantarranas, La Cadena, San Salvador, El Cueto y El Salto.
- Rumoroso. Situado al este del municipio de Polanco, residen 897 habitantes. Este núcleo de población está formado por los barrios de San Pedro, Iglesia, Rodil, Rosales, Escuelas, Pedroa, La Venta, El Pozo y Tremeo. Posee una bonita laguna natural de hasta once metros de profundidad: el Pozo Tremeo.
- Soña. Situado al este del municipio de Polanco, en él residen 140 habitantes.

### Transporte

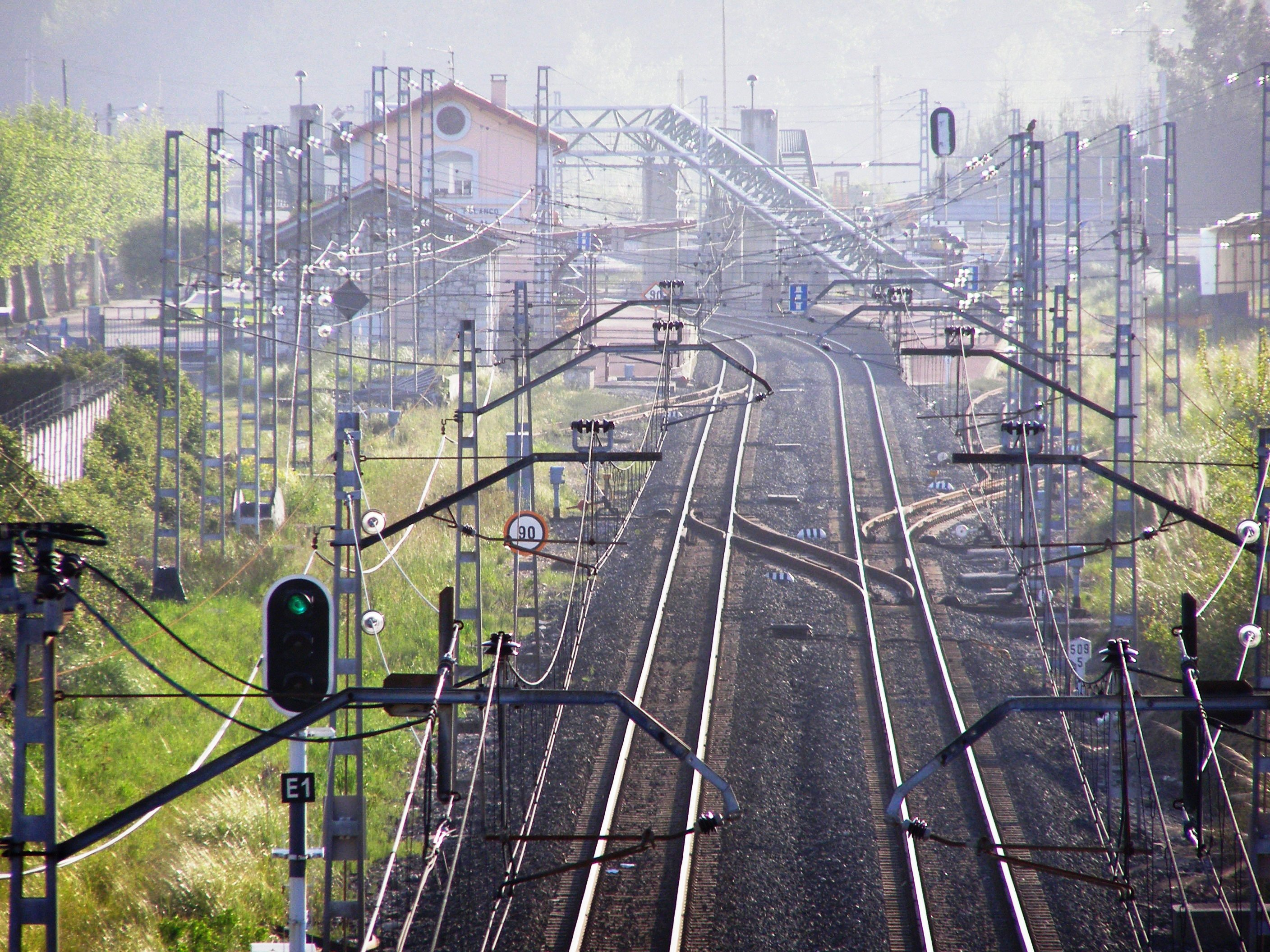
Trazado ferroviario de FEVE a la altura de Requejada

Este pequeño municipio, de 17,55 kilómetros cuadrados, está, sin embargo, muy bien comunicado. Además de la ya mencionada Autovía A-67, que lo recorre desde el suroeste hacia el noreste, tiene dos estaciones de ferrocarril FEVE, en las localidades de Requejada y Mar, además de contar con puerto fluvial, en Requejada.

## Administración y política
La alcaldesa del municipio es Rosa Díez Fernández (PRC) renovando su mandato con mayoría absoluta. Los resultados de las últimas elecciones fueron los siguientes.
| Periodo   | Nombre                 | Partido | Partido                                         |
| --------- | ---------------------- | ------- | ----------------------------------------------- |
| 2003-2007 | Miguel Ángel Rodríguez |         | Progresistas Independientes Regionalistas (PIR) |
| 2007-2015 | Julio Cabrero Carral   |         | Partido Popular (PP)                            |
| 2015-act. | Rosa Díaz Fernández    |         | Partido Regionalista de Cantabria (PRC)         |

| Partido político                                | 2023  | 2023  | 2023       | 2019  | 2019  | 2019       | 2015  | 2015  | 2015       | 2011  | 2011  | 2011       | 2007  | 2007  | 2007       | 2003  | 2003  | 2003       |
| Partido político                                | Votos | %     | Concejales | Votos | %     | Concejales | Votos | %     | Concejales | Votos | %     | Concejales | Votos | %     | Concejales | Votos | %     | Concejales |
| Partido Regionalista de Cantabria (PRC)         | 1673  | 48,63 | 7          | 1693  | 52,19 | 8          | 892   | 28,10 | 4          | 639   | 20,12 | 3          | 712   | 25,19 | 3          | 773   | 28,07 | 3          |
| Partido Popular (PP)                            | 741   | 21,54 | 3          | 536   | 16,52 | 2          | 1141  | 35,95 | 6          | 1485  | 46,76 | 7          | 1052  | 37,23 | 5          | 1061  | 38,53 | 5          |
| Partido Socialista Obrero Español (PSOE)        | 699   | 20,31 | 2          | 696   | 21,45 | 3          | 716   | 22,56 | 3          | 536   | 16,88 | 2          | 540   | 19,11 | 2          | 663   | 24,07 | 3          |
| Vox                                             | 261   | 7,58  | 1          | —     | —     | —          | —     | —     | —          | —     | —     | —          | —     | —     | —          | —     | —     | —          |
| Alternativa Ecológico-Socialista (AES)          | —     | —     | —          | —     | —     | —          | —     | —     | —          | 368   | 11,59 | 1          | 285   | 10,08 | 1          | —     | —     | —          |
| Progresistas Independientes Regionalistas (PIR) | —     | —     | —          | —     | —     | —          | —     | —     | —          | —     | —     | —          | —     | —     | —          | 773   | 28,07 | 3          |

## Economía
Esta zona de pastos ha sido tradicionalmente ganadera. Sin embargo, aunque aún se sigue practicando esta actividad, predomina en la actualidad el sector terciario. Un 3,4 % de la población se dedica al sector primario, un 17 % a la construcción, un 27,7 % a la industria y un 51,9 % al sector servicios.

## Cultura

### Patrimonio
No existe en este municipio ningún monumento declarado Bien de Interés Cultural.
De su patrimonio destacan, en primer lugar, dos casas relacionadas con don José María de Pereda. En el barrio La Cochera se conserva la casa natal del escritor, una casona montañesa erigida en 1766, con reformas de principios del siglo XX. Enfrente de ella, en la finca de Trascolina, está la casa que ordenó construir Pereda en estilo ecléctico en el año 1872, en la que vivió y recibió a amigos y conocidos como Benito Pérez Galdós, edificación que presenta la típica fisonomía de casa-cubo decimonónica. En el barrio de Rosales de la localidad de Rumoroso puede verse una casa del siglo XVI, restaurada, llamada de La Cagiga. Y, en Mar, la Casona de Díaz Cacho presenta tipología propia de los siglos XVII-XVIII.
Polanco tiene erigido un busto de reconocimiento a su autor natal, J.Mª de Pereda, en una zona ajardinada junto a los restos de "cajigona" que tan bellamente describió en su novela El sabor de la tierruca. Muy próximo al busto, por detrás del mismo y a petición de la Asociación Sociocultural "Polanco", se ha colocado una placa de reconocimiento al poeta Jesús Cancio, conocido como "El poeta del mar" ya que el trovador, aunque nacido en Comillas, pasó grandes temporadas en la casa familiar "Villa Antonia" y en ella exhaló su último suspiro en 1961.
En Posadillo está una casona montañesa vinculada al apellido Palacio con un blasón con la leyenda «... Egiga, rey de los godos». En el barrio de Mijares (Rumoroso) una casona del siglo XVII vinculada al linaje Palacio Herrera.
También hay una placa en los jardines próximos de la rotonda de Rinconeda dedicada a un vecino singular, Enrique Herrera, que mostró dar valor a la cultura y a la naturaleza. La placa está sobre una piedra al abrigo de una encina que se plantó en su reconocimiento.
En cuanto a los monumentos religiosos, la iglesia de San Pedro Ad Víncula, en lugar donde ya existió un templo románico en el siglo XII, fue quemada el 18 de marzo de 1936, demoliéndose en 1937. Se reconstruyó en los años 1940. De ella destaca su torre y el único vestigio románico que queda: la pila bautismal. La iglesia de la localidad de Rumoroso, dedicada a San Andrés Apóstol, es del siglo XVII, y alberga en su interior un retablo barroco y otros dos más modernos. En este mismo pueblo hay una ermita, dedicada a San Pedro, del siglo XVI.
Posadillo tiene la ermita de San Roque, de principios del siglo XVII.

### Fiestas
- 19 de marzo, San José, en la localidad de Requejada
- 11 de junio, San Bernabé, en Rinconeda
- 29 de junio, San Pedro Apóstol, en el Barrio San Pedro, Rumoroso
- 21 de julio, San Elías, en Soña
- 31 de julio - 1 de agosto, San Pedro Advíncula, en Polanco
- 16 de agosto, San Roque, en Posadillo
- 29 de septiembre, San Miguel, en Mar

### Tradiciones
Una de las tradiciones festivas que ha mantenido el municipio de Polanco es la marcha a través del monte para asistir a la fiesta de La Virgen de Valencia en Vioño que se celebra el 8 de septiembre.
Dentro de otras actividades, recuperadas a través de la Escuela de Adultos municipal desde finales del pasado siglo, son "la ronda de marzas" y "la magosta" que ya se encuentran descritas, la primera, en Escenas montañesas 1864 y la segunda, en la novela El sabor de la tierruca 1882, ambas de J.Mª de Pereda. El canto y ronda de marzas, el último día de febrero y primero de marzo, es una tradición viva en Polanco.
También Polanco ha sido muy dado a las bailes de danzas. Tenemos constancia de un grupo de danzantes en el primer cuarto del siglo pasado, así como otros grupos aparecidos a partir de la segunda mitad del pasado siglo.
Otra actividad constante a lo largo del tiempo, durante el estío, ha sido el deporte autóctono de los bolos.

## Personas destacadas
El personaje más destacado relacionado con Polanco es el escritor José María de Pereda, que nació y vivió en esta población. Este escritor, enmarcado en el realismo de tendencia regionalista, ambientó en esta localidad de Polanco la novela El sabor de la tierruca, reflejando los barrios y paisajes de la zona, así como las costumbres y el habla local de sus paisanos. Fue declarado Hijo Predilecto de Polanco el 29 de marzo de 2001, conmemorando el 95 aniversario de su muerte.
Entre los estudiosos de la obra de Pereda, destacó el británico Anthony Clarke, que fue declarado Hijo Adoptivo del municipio en la misma sesión.